# Akal Takht
Para la editorial véase Ediciones Akal.
El Akal Takht es el más prominente de los cinco takhts de los sijes. Ubicado del lado opuesto de la plaza del complejo del Templo Dorado en Amritsar, es considerado la sede suprema de la autoridad religiosa sij. Su construcción fue ordenada por el sexto Gurú Hargobind como lugar para impartir justicia y abordar asuntos mundanos en 1609.
También sirve como la sede del partido político Akali. Desde que la serie de gurús terminó en 1708, la comunidad sij ha tenido diferencias religiosas y políticas, que se dilucidaron en asambleas efectuadas frente al Akal Tajt. 
En el siglo XX, las congregaciones locales empezaron a aprobar resoluciones sobre asuntos y normas de conducta de la doctrina sij; los acuerdos en controversia pueden ser apelados en el Akal Tajt. El centro quedó gravemente dañado en 1984, cuando el ejército de la India atacó el Templo Dorado. El Akal Tajt tuvo que ser reconstruido.